# Airblue
Airblue Limited (ейрблю лімітід) — пакистанська комерційна авіакомпанія, що володіє більше 20% ринку країни, що робить її другою за величиною перевізником Пакистану після «Pakistan International Airlines».

## Флот
Авіапарк компанії складається з шести літаків сімейства Airbus A320 і одного ATR 72-600:
| Літак             | В наявності | Замовлено | Примітки                                |
| ----------------- | ----------- | --------- | --------------------------------------- |
| Airbus A320-214   | 2           | 0         | AP-EDA, AP-EDD                          |
| Airbus A320-214SL | 2           | 0         | AP-EDG, AP-EDH                          |
| Airbus A321-231   | 1           | 0         | UR-WRH В лізинг у «Windrose Airlines»   |
| Airbus A321-211   | 1           | 0         | UR-WRO В лізинг у «Windrose Airlines»   |
| ATR 72-600        | 1           | 1         | OM-AQD В лізинг у «Quick Duck Airlines» |

## Маршрутна мережа
Станом на листопад 2014 року основу карти маршрутів авіакомпанії складають внутрішні напрямки. Також «Airblue» виконує регулярні рейси в три міста ОАЕ, два в Саудівську Аравію і один в Оман.

## Події і катастрофи
- 28 липня 2010 року літак Airbus A321-200 здійснював внутрішній рейс № ED202 за маршрутом Карачі — Ісламабад. Під час заходу на посадку в аеропорту імені Беназір Бхутто, екіпаж не взяв до уваги прохання авіадиспетчерів зробити друге коло заходження на посадку. Пілоти не змогли вивести лайнер на правильний курс, почали заходити на посадку раніше покладеного терміну і літак врізався в гори. У результаті катастрофи загинули всі 146 пасажирів і 6 членів екіпажу[4].